# ELC計画
ELC計画 （フランス語: Engin léger de combat、英語: ELC Project） は1955年にフランス国防省によって立ち上げられた軽戦車試作計画である。このELC計画の目的は、航空機での輸送により速やかに展開が可能な重武装かつ軽装甲の空挺戦車を開発することにあった。

## AMX ELC
AMX ELCの試作車両はGIATインダストリーズによって、AMX(イシー＝レ＝ムリノー工廠)のブランド名を使用して開発された。しかしながら、この車両は大量生産されず、制式配備は行われなかった。
車重は6トンで、操縦手と砲手は90 mm D. 915 砲が設置された砲塔の両側に乗車する。この車両はとても軽量であることに加え全高もとても低く（AMX-13より50 cm程低い）、操縦手はリクライニング姿勢を用い、砲手は半身を戦車車台部に潜り込ませる必要がある為、砲塔の動きに制限がかかることとなった。この為、静止時の砲塔は360度回転することが可能であったが、車体運動時には従来の突撃砲のように制限された。
AMX ELCには、SOFAM 8 Gxbエンジンが搭載されていた。オチキス社の計画により制作された車台で、いくつかのモデルの砲塔 (AMX ELC Bis) の試験が行われた。この車両は駆動用懸架装置に、4つの転輪と2つのトップローラーをそれぞれ両側に備えていた。新型の車台は1957年より開発が始まり、1961年に ELC Bis と呼ばれる5つの転輪を持つ新型試作車両が完成した。この試作車両はソミュール戦車博物館において保管されている。

## ELC EVEN

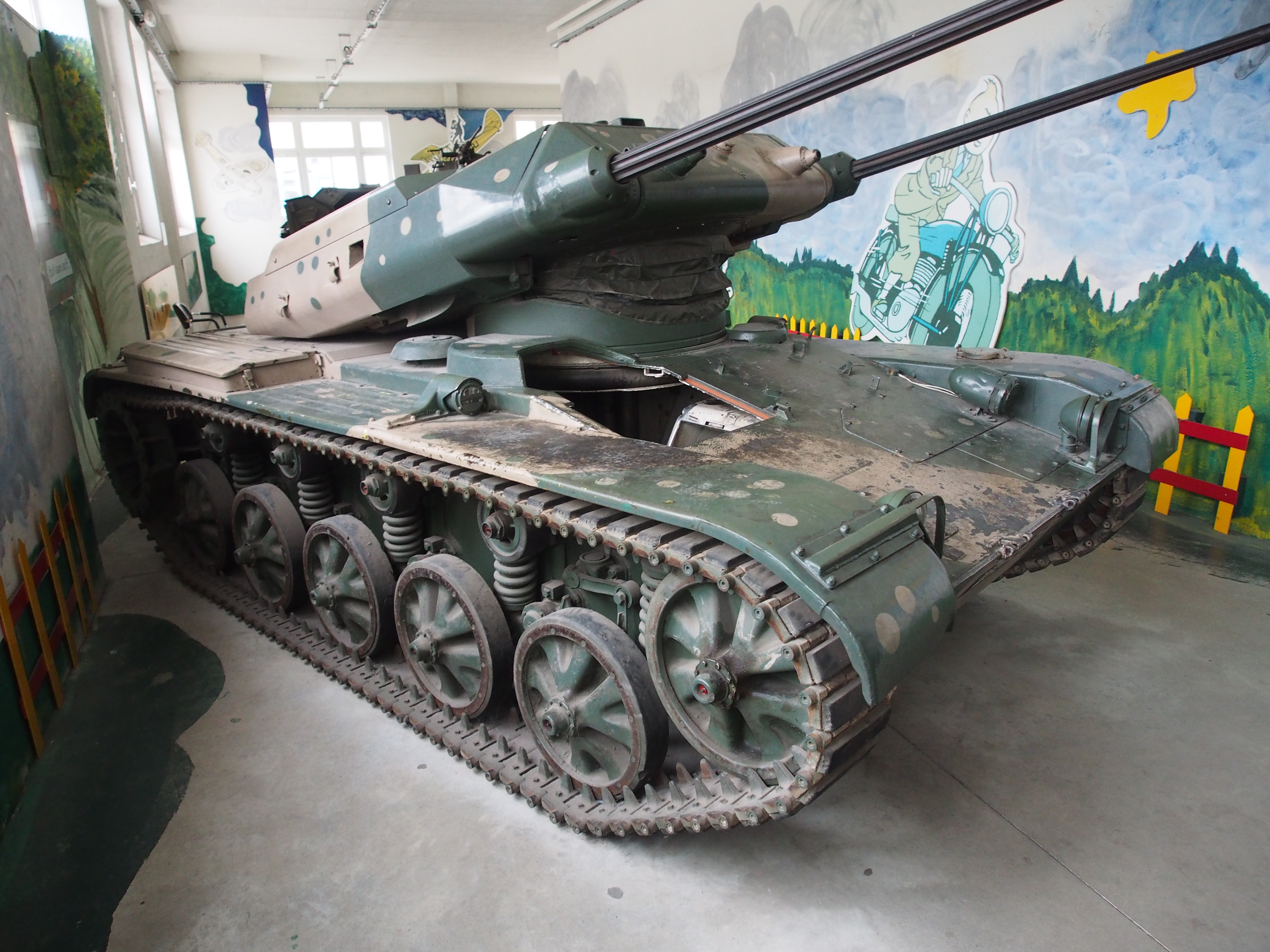
ELC EVEN 30（ソミュール戦車博物館）

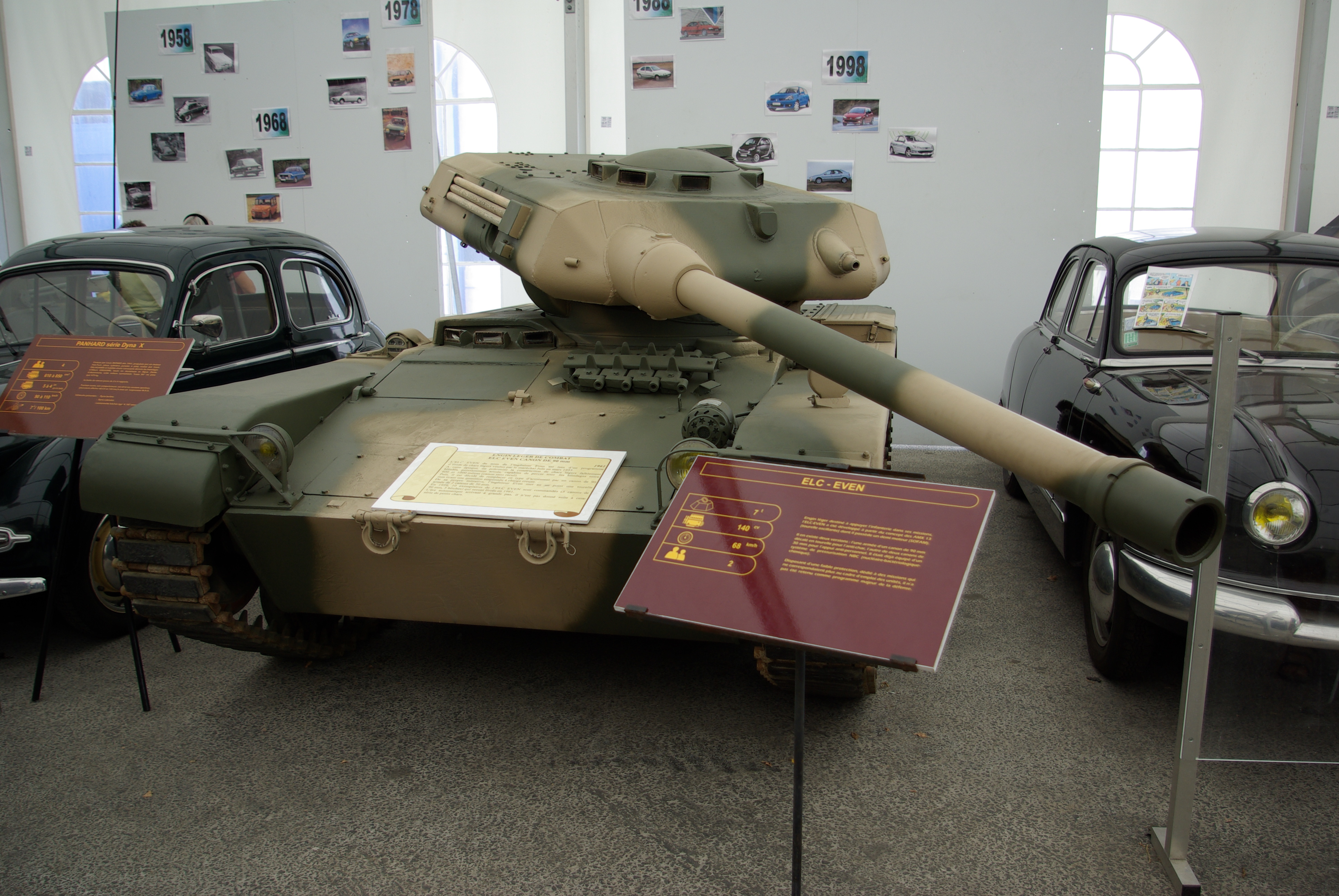
ELC EVEN 90（ソミュール戦車博物館）

ELC EVENはEts Brunon-Valette によって開発されたバージョンで、AMXの主導で開発されたAMX ELCとは大きく二つの点で異なる。
一つは操縦手が砲塔ではなく車体に位置すること、もう一つはAMX-13やEBR偵察装甲車と同様の揺動砲塔を搭載している事である。
ELC EVENは武装の異なるいくつかのバージョンが試作された。これらの一部もソミュール戦車博物館に残されている。

### ELC EVEN 30
ELC EVEN 30は、揺動砲塔の両サイドに、2門のイスパノ・スイザ HS825 30 mm オートカノン砲（発射速度 1,000 発/分、砲口初速 1,050 m/s）が、その内側に2挺の同軸7.5 mm AA-52機関銃が、装備されていた。

### ELC EVEN 90
ELC EVEN 90は揺動砲塔の右寄りに90 mm Mecar低圧滑腔砲を1門搭載し、砲塔左側には1挺の同軸7.5 mm AA-52機関銃が設置され、砲手用のハッチが砲塔上部に位置していた。

### ELC EVEN 120
ELC EVEN 120は、揺動砲塔の両側に2門ずつ設置された4門の120 mm無反動砲と、2挺の同軸7.5 mm AA-52機関銃で武装されていた。

### ELC EVEN missiles
ELC EVENの車体に搭載された台座型砲塔（揺動式ではない）にSS-11対戦車ミサイルを搭載した対戦車車両である。2基の発射台が車体右側に位置し、1基は左側に位置する。垂直発射台の前面には防弾ガラス製の観察窓が装備されている。

## 登場作品

### ゲーム
『World of Tanks』『World of Tanks Blitz』
フランス軽戦車としてAMX ELC bisが登場。ELC EVEN 90が課金車両として販売。(ELC EVEN 90はWoTのみ)